# Porodnice na Obilním trhu
Porodnice na Obilním trhu v Brně je zdravotnické zařízení zabývající se gynekologickou a porodnickou péčí. Porodnice sídlí ve čtvrti Veveří na náměstí Obilní trh a je součástí Fakultní nemocnice Brno. Původní historická novorenesanční budova porodnice je chráněna jako kulturní památka.

## Historie

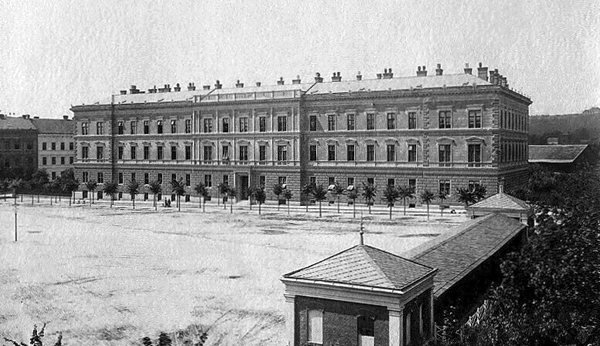
Zemská porodnice v roce 1902

Brněnská porodnice sídlila od roku 1854 v nájemních domech v Olomoucké ulici. Pozemky pro nový areál byly zakoupeny v roce 1885, stavba proběhla v letech 1887–1888. K slavnostnímu otevření Zemské porodnice se 107 lůžky došlo 8. listopadu 1888, tehdy se jednalo o jedno z nejmodernějších zařízení tohoto typu v Rakousku-Uhersku. O její realizaci se zasloužil Hubert Riedinger, tehdejší ředitel brněnské porodnice, který do Brna přišel v roce 1878 z Vídně. Areál porodnice byl postupně rozšiřován a upravován. V roce 1919 zde vznikla gynekologicko-porodnická klinika Lékařské fakulty (LF) nově založené Masarykovy univerzity. Roku 1960 byla na Obilní trh přesunuta II. gynekologicko-porodnická klinika LF.
Ve druhé polovině 20. století byla porodnice součástí Fakultní nemocnice u sv. Anny. V roce 1992 se pod názvem Fakultní porodnice osamostatnila. Z ekonomických a organizačních důvodů byla v roce 1998 sloučena s Fakultní nemocnicí s poliklinikou Bohunice a Fakultní dětskou nemocnicí J. G. Mendela ve Fakultní nemocnici Brno. Ze stejného důvodu došlo tentýž rok ke sloučení obou klinik. V rámci FN Brno má gynekologicko-porodnická klinika dvě pracoviště, v Bohunicích (50 lůžek) a na Obilním trhu (165 lůžek).
Fakultní nemocnice Brno plánuje od roku 2025 ve svém hlavním bohunickém areálu výstavbu nového porodnického komplexu, kam by byla sloučena obě pracoviště. Náklady mají dosáhnout výše 1,95 miliardy korun. Nevyhovující budova na Obilním trhu má být prodána.